# Чайковський Модест Ілліч
Моде́ст Іллі́ч Чайко́вський (рос. Модест Ильич Чайковский; нар. 1 (13 травня) 1850, Алапаєвськ — пом. 3 (16 січня) 1916, Москва) — російський драматург, оперний лібретист і перекладач українсько-французького походження, молодший брат Петра Ілліча Чайковського, брат-близнюк Анатолія Ілліча Чайковського.

## З життєпису
Як і його старший брат, закінчив училище правознавства, але все життя присвятив мистецтву. Модест Ілліч писав п'єси, перекладав сонети Шекспіра, він є автором лібрето опер брата «Пікова дама» та «Іоланта», а також опер «Дубровський» Едуарда Направника, «Наль і Дамаянти» Антона Аренського і «Франческа да Ріміні» Сергія Рахманінова.
М. Чайковський став і його першим біографом, а також засновником музею Чайковського в Клину.

## Особисте життя
У своїй досі неопублікованій автобіографії, яку широко цитує Олександр Познанський, Модест Чайковський згадує свою та братову гомосексуальність.